# USS Porter (DD-59)
USS Porter (Destroyer No. 59/DD-59) – amerykański niszczyciel typu Tucker zbudowany dla United States Navy w czasie I wojny światowej. Po wojnie służył w United States Coast Guard. Nazwa okrętu pochodziła od Davida Portera i Davida Dixona Portera.
Stępkę okrętu położono w stoczni William Cramp and Sons w Filadelfii 24 sierpnia 1914 r., Okręt miał ponad 96 metrów długości i 9,1 metra szerokości. Jego standardowa wyporność to 1090 długich ton (1110 t). Był uzbrojony w 4 działa kal. 102 mm i 8 wyrzutni torpedowych kal. 533 mm. Był napędzany przez parę turbin parowych, które pozwalały na rozpędzenie go do prędkości 29,5 węzła.
Wszedł do służby w kwietniu 1916 r. W dziewiczy rejs „Porter” popłynął na Karaiby. Następnie – po przystąpieniu Stanów Zjednoczonych do I wojny światowej w kwietniu 1917 r. – niszczyciel wszedł w skład pierwszej eskadry niszczycieli wysłanej za ocean. Patrolował Morze Irlandzkie bazując w Queenstown. Poważnie uszkodził okręt podwodny U-108 w kwietniu 1918 r.
Po wojnie, po powrocie do Stanów Zjednoczonych „Porter” operował w pobliżu wschodniego wybrzeża USA do momentu wycofania go ze służby w czerwcu 1922 r. W czerwcu 1924 r. okręt został przekazany United States Coast Guard w ramach wzmocnienia tej formacji po wprowadzeniu prohibicji (patrole rumowe). Operował pod nazwą USCGC Porter (CG-7) do 1933 r., gdy został zwrócony US Navy. W tym samym roku nazwę okrętu zmieniono na DD-59 by zwolnić nazwę „Porter” dla innego niszczyciela. Został sprzedany na złom w sierpniu 1934 r.

## Projekt i budowa
„Porter” został zatwierdzony do budowy w 1913 r. jako trzecia jednostka niszczycieli typu Tucker, które podobnie jak okręty typu O’Brien były ulepszoną wersją niszczycieli typu Cassin, zatwierdzonych do budowy w 1911 r. Budowa okrętu została przydzielona stoczni William Cramp and Sons z Filadelfii, w której uzyskał numer stoczniowy 420. Stępkę położono 24 sierpnia 1914 r. Dwanaście miesięcy później, 26 sierpnia 1915 r. okręt został zwodowany, matką chrzestną została Georgiana Porter Cusachs, potomkini patronów okrętu: komodora Davida Dixona (1780–1843) i jego syna, admirała Davida Dixona Portera (1813–1891), oficerów US Navy.
„Porter” był wyposażony w dwie turbiny parowe Curtisa, które z kolei napędzały dwie śruby. Okręt był także wyposażony w dodatkową turbinę parową napędzającą jedną ze śrub, która była wykorzystywana w czasie rejsu z prędkością ekonomiczną. Maszynownia mogła wygenerować moc 18000 SHP i rozpędzić okręt do prędkości 29,5 węzła.
Główna artyleria okrętu składała się z 4 dział kal. 102 mm L/50 Mark 9. Każde działo ważyło ponad 2800 kg. Działa wystrzeliwały 15-kilogramowe pociski przeciwpancerne z prędkością początkową 880 m/s. Przy podniesieniu luf równym 20° pociski miały zasięg 14 560 metrów.
„Porter” był także wyposażony w osiem wyrzutni torped kal. 533 mm. General Board of the United States Navy nawoływała do umieszczenia dwóch dział przeciwlotniczych na każdej jednostce typu Tucker, a także do zapewnienia możliwości postawienia 36 min morskich. Źródła nie podają jednak, czy te rekomendacje zostały wprowadzone w życie na „Porterze” lub innej jednostce tego typu.

## Służba w United States Navy
USS „Porter” wszedł do służby w United States Navy 17 kwietnia 1916 r., pierwszym dowódcą został Lieutenant Commander Ward K. Wortman. W pierwszy rejs okręt wyruszył na Karaiby.
Po tym, jak Stany Zjednoczone przystąpiły oficjalnie do walki w I wojnie światowej (6 kwietnia 1917 r.), „Porter” został przygotowany do służby zamorskiej i opuścił Nowy Jork 24 kwietnia wraz z pięcioma innymi jednostkami swojego dywizjonu: USS „Wadsworth” (DD-60) (okrętem flagowym), „Davis” (DD-65), „Conyngham” (DD-58), „McDougal” (DD-54) i „Wainwright” (DD-62). Szóstka okrętów dotarła do Queenstown w Irlandii 4 maja i następnego dnia rozpoczęła patrolowanie południowych podejść do Morza Irlandzkiego. Bazując w Queenstown „Porter” eskortował konwoje płynące z USA i wkraczające w strefę działań wojennych.
26 października 1917 r., „Porter” ruszył na pomoc amerykańskiemu niszczycielowi USS „Cassin” (DD-43), który został storpedowany przez niemiecki okręt podwodny U-61 w miejscu oddalonym o 20 mil morskich na południe od Mine Head w Irlandii. Rufa niszczyciela została ciężko uszkodzona, ster okrętu został urwany pozbawiając okręt możliwości manewru. „Porter” dotarł do uszkodzonego towarzysza około 16:00 i pozostał z „Cassin” do zachodu słońca, gdy dwa brytyjskie slupy HMS „Jessamine” i HMS „Tamarisk” przejęły od niego rolę eskorty uszkodzonej jednostki. „Cassin” został odholowany do bezpiecznego miejsca i wrócił później do służby patrolowej.
28 kwietnia 1918 r. „Porter” poważnie uszkodził okręt podwodny SM U-108, gdy niemiecki okręt płynął przechwycić konwój. Niszczyciel został przebazowany do Brestu 14 czerwca. Wrócił do Stanów Zjednoczonych pod koniec wojny i operował w pobliżu wschodniego wybrzeża USA do momentu wycofania ze służby 23 czerwca 1922 r.

## Służba w United States Coast Guard
17 stycznia 1920 r. w Stanach Zjednoczonych została zatwierdzona prohibicja. Wkrótce szmugiel produktów alkoholowych wzdłuż wybrzeży USA znacznie wzrósł. Departament Skarbu uznał, że United States Coast Guard nie ma odpowiedniej ilości jednostek pływających, by prowadzić skutecznie służbę patrolową. Rozwiązując ten problem, w 1924 r. prezydent Calvin Coolidge autoryzował przekazanie z Marynarki do Straży Wybrzeża dwudziestu starych niszczycieli, które znajdowały się w rezerwie, poza służbą. Wśród tych jednostek znalazł się też „Porter”  – został reaktywowany i przekazany Departamentowi Skarbu 7 czerwca 1924 r. w celu wykorzystania przez Coast Guard.
Okręt otrzymał oznaczenie CG-7 i wszedł do służby w USCG 20 lutego 1925 r. Stacjonując w Nowym Jorku pełnił służbę w ramach patroli rumowych, które miały na celu wprowadzenie w życie praw związanych z prohibicją. W czasie służby w Straży Wybrzeża „Porter” przechwycił w pobliżu wybrzeży Long Island statek „Consuelo II” (dawny „Louise”), który przemycał produkty alkoholowe.
Po przegłosowaniu przez Kongres Stanów Zjednoczonych Dwudziestej Pierwszej Poprawki do Konstytucji, kończącej prohibicję w lutym 1933 r., zaplanowano, że „Porter” wróci do Marynarki. 27 maja 1933 r. niszczyciel dotarł do Philadelphia Navy Yard i został tam wycofany ze służby dziewięć dni później, 5 czerwca. Niszczyciel został przekazany do US Navy 30 czerwca. Następnie okręt został przemianowany na „DD-59” w celu zwolnienia nazwy, którą przydzielono nowemu niszczycielowi. „DD-59” pozostał poza służbą (ang. noncommissioned status) do momentu skreślenia z listy jednostek floty (Naval Vessel Register) 5 lipca 1934 r. Został sprzedany na złom 22 sierpnia zgodnie z ustaleniami londyńskiego traktatu morskiego.